# Solenopsis delta
Solenopsis delta es una especie de hormiga del género Solenopsis, subfamilia Myrmicinae.